# RS-871
Pour les articles homonymes, voir Route 871.
La RS-871 est une route locale du Centre-Est de l'État du Rio Grande do Sul qui relie la BR-471, sur le territoire de la municipalité de Rio Pardo, au district de São José da Reserva de la commune de Santa Cruz do Sul. Elle est longue de 10,540 km.